# Laccaria fibrillosa
Laccaria fibrillosa är en svampart som beskrevs av McNabb 1972. Laccaria fibrillosa ingår i släktet Laccaria och familjen Hydnangiaceae.   Inga underarter finns listade i Catalogue of Life.